# Samuel Adams
Samuel Adams (Boston, 27 september 1722 - aldaar, 5 oktober 1803) was een Amerikaans politicus, die een van de leiders was in de onafhankelijkheidsstrijd van de Verenigde Staten. Hij was een achterneef van John Adams, die later de tweede president van de Verenigde Staten werd.
Na zijn studie aan de Harvard-universiteit, toen nog Harvard College geheten, begon hij een brouwerij samen met zijn vader, Samuel Adams Sr.
Zijn vader verloor een groot deel van zijn vermogen als resultaat van speculatie in papiergeld uitgegeven in de kolonie, nadat de handel in dit papiergeld illegaal was verklaard door de Britse regering. Dit droeg bij tot de negatieve gevoelens die de jonge Samuel Adams had over het Britse regime.
Samuel begon een actieve rol te spelen in het plaatselijke bestuur van Boston, en nadat de brouwerij failliet ging, besteedde hij al zijn tijd aan de politiek. Hij was een van de leiders in het verzet tegen de belastingheffing door de Britse regering, en organiseerde de Boston Tea Party.
In 1776 was hij een van de ondertekenaars van de Onafhankelijkheidsverklaring als een vertegenwoordiger van Massachusetts.
In 1793 volgde hij John Hancock op als gouverneur van de staat Massachusetts.
Een plaatselijk brouwerij in Boston brouwt tegenwoordig een populair bier dat Sam Adams heet, en zodoende de naam van Bostons toenmalige revolutionaire brouwer levend houdt.
- Biblioteca Nacional de Chile: 000376738
- Bibliothèque nationale de France: cb108795445 (data)
- Gemeinsame Normdatei: 118643797
- International Standard Name Identifier: 0000 0000 8265 928X
- Library of Congress Control Number: n50037043
- National Archives and Records Administration: 10613409
- Nationale Bibliotheek van Tsjechië: jx20101027001
- Nationale Bibliotheek van Israël: 987007299439805171
- Nederlandse Thesaurus van Auteursnamen: 070225192
- Réseau des bibliothèques de Suisse occidentale: 02-A022820095
- SNAC: w6wr0vv1
- Système universitaire de documentation: 129365122
- Biographical Directory of the United States Congress: A000045
- Virtual International Authority File: 73845465
- WorldCat: E39PBJqkbVMBYjC7jDwbWy6VG3